# RBI Baseball ’95
Az RBI Baseball ’95 baseball-videójáték, melyet a Time Warner Interactive fejlesztett és jelentetett meg. A játék 1995-ben jelent meg Észak-Amerikában, kizárólag 32X-re. A ’95 a klasszikus R.B.I. Baseball sorozat utolsó tagja, a sorozat következő kiadása tizenkilenc évvel később, 2014-ben jelent meg.
A játékot az 1995-ös Consumer Electronics Shown jelentették be, eredetileg a 32X-kiadás mellett egy Sega CD-verzió is készülőben volt. A Sega CD-átirat fejlesztését végül leállították, illetve a 32X-verzió ajánlott fogyasztói árát is megemelték.

## Játékmenet
Az RBI Baseball ’95 a Sega Genesisre megjelent elődjeivel ellentétben nem izometrikus nézetből, hanem az elkapó szemszögéből követi a dobó- és az ütőjátékos párharcát, ezzel kiaknázva a platform szoftveres renderelési és spriteskálázási képességeit. Amikor az ütőjátékos eltalálja a labdát, akkor a játék visszavált a hagyományos nézetbe.
A ’95-ben lehetőség van részt venni a hazafutásversenyen, felülnézetből be lehet járni a stadionokat, meg lehet nézni az összes csapat játékosának statisztikáját, a „Mérkőzészúzó” módban vissza lehet játszani klasszikus Major League Baseball-mérkőzéseket, le lehet játszani húsz kihívást a védőjáték-gyakorlat módban, illetve saját csapatot is létre lehet hozni. Az RBI Baseball ’94-ben szereplő „Pác” névre keresztelt játékmód nem tért vissza, ebben egy vagy több bázisfutót kell kiejteni egyszerre, húsz különböző forgatókönyv szerint.
A ’95-ben az 1992-ben megjelent R.B.I. Baseball IV után először rajzolták újra a játékosok, a bírók, a pálya és a labda sprite-ját, hogy ezzel kiaknázzák a 32X nagyobb színpalettáját, de az animációk is több képből állnak a folyamatosság növelése érdekében. A fél-játékrészek között látható eredményjelző is részletgazdagabb lett. Ezek ellenére egyes sprite-okat és gyakorlatilag Jack Buck sportkommentátor összes hangklipjét egy az egyben átemelték a ’94-ből, azonban a játékra szánt rövidebb fejlesztési idő miatt a játék elődeiből átvett, az egyes- és a hármasvédő ablakában játszódó rövid animációk alacsonyabb felbontásban és fekete-fehér színben jelennek meg. A ’94-ben megjelent népszerű „crazyball” funkció, melyben a normál hangeffekteket rajzfilmes hangokkal váltották fel nem szerepel a játékban.
A játék jelszórendszerén keresztül az elődeihez hasonlóan animációteszt/spritenézegető módot, a játék fejlesztői által elrejtett üzeneteket, illetve kettő további csapatot is meg lehet nyitni.

## Fogadtatás
A játék kedvező kritikai fogadtatásban részesült. A Next Generation 2/5 csillagra értékelte a játékot, kiemelve, hogy „Az RBI ’95 nem a legrosszabb baseballjáték, azonban az első 32 bites baseballjátékként nem próbál előrébb lépni. Kiábrándító.” A GamePro a szórakzás tekintetében 4,5/5, míg a grafika, a hangzás és az irányítás tekintetében 4/5 pontot adott a játékra. Az irányítást, a grafikát és az animációkat, valamint a dobó- és az utójátékot dicsérték, azonban a hangokat „alkalmanként kissé idegesítő”-nek nevezték. A Game Players 77/100%-ot adott a játékra, dicsérve a játékmenetet és az irányítást, a játékmódok és csapatok széles választékát, ezzel szemben negatívumként emelte ki a többi 16 bites baseballjátékhoz viszonyítva szegényes grafikát. Összegzésként megjegyezte, hogy „Ha keménymagos statisztikákat és realizmust keresel, akkor meglehet, hogy az R.B.I. Baseball ’95 a Sega 32X-re nem lesz az eseted, azonban ha egy szórakoztató játéktermi stílusú kazettát keresel számtalan olyan opcióval, ami leköti a figyelmed, akkor ne habozz.” Az Electronic Gaming Monthly szerkesztői kevésbé voltak kedvező véleménnyel; 5,5/10-es és 6/10-es pontszámokkal díjazták a játékot, dicsérve a grafikát és a hangokat, viszont negatívumként emelték ki a játékmenetet és a gyenge mesterséges intelligenciát.

## Fordítás
- Ez a szócikk részben vagy egészben  a   R.B.I. Baseball '95 című angol Wikipédia-szócikk ezen változatának fordításán alapul.  Az eredeti cikk szerkesztőit annak laptörténete sorolja fel. Ez a jelzés csupán a megfogalmazás eredetét és a szerzői jogokat jelzi, nem szolgál a cikkben szereplő információk forrásmegjelöléseként.